# Lloyd Wright

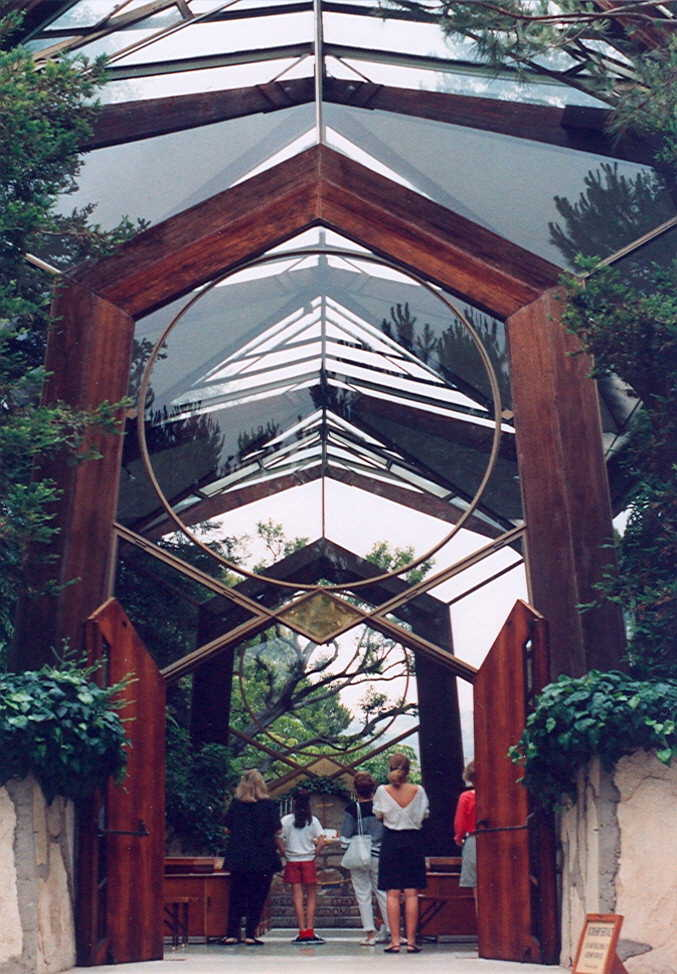
A capela Wayfarers em Rancho Palos Verdes foi projetada por Lloyd Wright em 1951

Frank Lloyd Wright, Jr. (Oak Park, 30 de março de 1890 — Santa Monica, 31 de maio de 1978), mais conhecido como Lloyd Wright, foi um paisagista e arquiteto americano que fez a maior parte de seu trabalho no Sul da Califórnia. Sua mãe foi Catherine Lee "Kitty" Tobin e teve como pai alguém cujo nome o eclipsou e com o qual frequentemente se confunde: Frank Lloyd Wright.
Wright foi a Michigan como paisagista. Ele foi treinado pelos irmãos Olmsted. Ele trabalhou na Exposição Panamá-Califórnia, que também é como a Feira Mundial de San Diego de 1915.
Em meados da década de 1910, seu pai lhe delegou algumas das responsabilidades pelo projeto da Hollyhock House para Aline Barnsdall em Hollywood juntamente com Rudolf Schindler. Este foi o segundo projeto feito pelo Wright mais velho. Mais tarde, Lloyd Wright supervisionaria a renovação de 1946 nessa construção, quando de sua conversão em representação da United Service Organizations, uma associação privada que fornece auxílio e apoio aos militares americanos e seus familiares.
Em 1924 ele serviu como gerente de três construções simultâneas e difíceis na região de Los Angeles. Wright ajudou no desenvolvimento dos blocos de concreto característicos usados nessas três estruturas: a Storer House, a Ennis House e a Freeman House. Lloyd Wright vivia se deslocando entre os três canteiros de obra com o equipamento e os materiais, mandando telegramas ao pai enquanto enfrentava crises atrás de crises, mas sem receber real apoio ou quaisquer sugestões de Taliesin.
Wright projetou e construiu várias casas Hollywood no final da década de 1920: uma casa para o empresário da estrela dos filmes mudos Ramon Novarro e uma subsequente renovação e o aumento quando Novarro adquiriu a casa, a Taggart House, a casa de inspiração maia, Sowden House, frequentemente mencionada como seu melhor trabalho e o próprio estúdio-residência de Wright em West Hollywood.
Seu trabalho solo mais famoso provavelmente é a Capela Wayfarers em Rancho Palos Verdes. Todas essas estruturas revelam seu treinamento como paisagista. A característica mais proeminente da capela é a pérgula de cupressáceas que funciona integralmente no efeito da construção.
Ele também é conhecido por ser o projetista da segunda e da terceira conchas acústicas do Hollywood Bowl. A concha original, construída por um grupo conhecido como "Allied Architects", feita numa reforma em 1926, foi considerada inaceitável, dos pontos visual e acústico. A concha projetada por Wright em 1927 tinha uma forma piramidal e um design reminiscente da arquitetura indígena. Sua acústica geralmente foi considerada como a melhor de qualquer concha na história desse anfiteatro, mas sua aparência foi considerada por demais avant-garde para a época, ou talvez apenas feia, acabando por ser demolida no fim da temporada. Sua concha de 1928 tinha o perfil mais famoso de arcos concêntricos, mas era feita de madeira, cobrindo um arco de 120 graus, e foi projetada para ser facilmente desmontada e guardada no período intertemporadas. Foi deixada na chuva após uma temporada e apodreceu, sendo substituída pela concha de 1929, projetada pelos "Allied Architects", que permaneceu até o fim da temporada de 2003.
A maior coleção de edifícios de Lloyd Wright é o Institute for Mental Physics em Palm Springs. Entre seus últimos projetos estava um shopping center na esquina das ruas Warner e Springdale em Huntington Beach em 1970.
Helen Taggart e Lloyd Wright foram os pais do arquiteto Eric Lloyd Wright.